# Erechtites glomeratus
Erechtites glomeratus là một loài thực vật có hoa trong họ Cúc. Loài này được (Desf. ex Poir.) DC. mô tả khoa học đầu tiên năm 1837.